# Francesco Volpi
Francesco Volpi (Canneto sull'Oglio, 7 settembre 1911 – ...) è stato un calciatore italiano, di ruolo ala.

## Carriera
Esordisce in Serie A con la maglia del Brescia nella stagione 1931-1932 a Roma il 3 gennaio 1932 nella partita Lazio-Brescia (2-0), raccogliendo nell'arco del campionato 14 presenze ed una rete, realizzata al Napoli il 17 gennaio 1932 nel pareggio Napoli-Brescia (1-1). Segue una stagione in Serie B sempre coi lombardi.
Conduce ulteriori esperienze con il Pavia, con il Potenza nel 1936, e con lo Spezia tra il 1937 e il 1940.

## Palmarès

### Club

#### Competizioni nazionali
- Serie C: 1

Spezia: 1939-1940